# Майлз, Розалин
Розалин Майлз (англ. Rosalind Miles; род. 6 января 1943, Уорикшир, Англия) — английская писательница, автор женских и исторических романов, в том числе бестселлера «Возвращение в Эдем», проданного общим тиражом на разных языках в 1,5 млн экземпляров.
Среди научно-популярных работ заслуживает внимания феминистский роман «Женская история мира».

## Биография
Розалин Майлз родилась 6 января 1943 года в Уорикшире, Англия. Розалин была младшей из трёх сестёр.
В 4 года перенесла полиомиелит, прошла несколько месяцев лечения. С десятилетнего возраста Майлз посещала среднюю школу для девочек короля Эдуарда VI, где учила латынь и греческий язык, а также на всю жизнь полюбила Шекспира.
В семнадцать лет поступила в Колледж имени святой Хильды Оксфордского университета, где изучала английскую литературу, англосаксонский, среднеанглийский, латинский и французский языки. Там она была удостоена Мемориальной премии Элеоноры Рук (англ. Eleanor Rooke Memorial Prize), премии директора Колледжа святой Хильды, а также государственной студенческой премии. Всего она получила пять степеней, в том числе: степень магистра искусств и доктора философии в Шекспировском институте Университета Бирмингема, звезду магистра в Центре исследований массовых коммуникаций (англ. Centre for Mass Communication Research) Лестерского Университета.
Сначала Розалин Майлз интересовалась шекспировской литературой, позже изучала гендерные исследования. Также изучала юриспруденцию, выступая в качестве народного заседателя в уголовных и семейных судах, иногда и в Верховном суде Ковентри. Проработав в течение десяти лет, закончила свою карьеру юриста в Королевском суде.
Розалин Майлз также является журналистом и радиоведущей, начавшей свою карьеру на BBC, на которой сейчас является постоянным комментатором. Её трансляции идут по канадскому радио и многим местным радиостанциям. Она неоднократно появлялась на телевидении в качестве историка и комментатора, в том числе на CNN, PBS и CBS. Журналистские работы Майлз публиковались в крупных газетах англоязычного мира, включая Washington Post. Она также публикуется в различных журналах, в том числе в Prospect и Cosmopolitan.
Розалин Майлз какое-то время проживала[когда?] в Австралии, приняв австралийское гражданство, но затем вернулась[когда?] в Англию и ныне проживает в графстве Кент.
Замужем за историком Робином Кроссом; имеет двух детей.

## Исследования творчества
В работе N. A. Al-Ghoraibi для анализа трилогии Майлз о Гвиневре, основанной на версии Мэлори Томаса, применяется метод (развитый Рэдуэй Дженис (1991) и Pearce (2007) на основе типологии В. Я. Проппа) описания функций, исполняемым женским персонажем: рассматривается путь от разрушения до восстановления социальной идентичности героини. Но если у Рэдуэй восстановление социальной идентичности означает замужество и материнство, то у Майлз восстановление происходит при обретении королевской власти. Майлз изображает псевдокельтское матриархальное общество, основанное на вымышленной культуре из «Туманов Авалона» Мэрион Брэдли. Роман иллюстрирует утверждение Майлз о том, что мужчины и женщины состоят скорее в отношениях кооперации, нежели доминирования. Роман акцентирует внимание на том, что женщина не нуждается в мужской поддержке. Кроме того, отмечается инверсия ролей Гвиневры и Артура, а также ролей Гвиневры и Ланселота, в том числе при анализе по методу Рэдуэй.

## Список произведений

### Художественные произведения
- Серия романов «The Australian Quartet»:
  - (1982—1984) — «Возвращение в Эдем». В двух книгах. Экранизирован в 1983—1986 годах «Возвращение в Эдем» (фильм) и «Возвращение в Эдем» (телесериал)
  - «Bitter Legacy»
  - (1996) — «Греховная связь» («Prodigal Sins»)
  - (1995—1996) — «В порыве страсти» («Act of Passion»)
- (1997) — «Я, Елизавета» («I, Elizabeth»). Роман в пяти книгах:
  - «Незаконнорождённая»
  - «Девственница»
  - «Королева»
  - «Беллона»
  - «Глориана»
- (1998—2001) Трилогия о Гвиневре[7][8]:
  - Гвиневра, королева летней страны[англ.]
  - Рыцарь священного озера[англ.]
  - Дитя святого Грааля (англ. The Child of the Holy Grail)
- Трилогия об Изольде:
  - Королева Западного острова (англ. The Queen of the Western Isle)
  - Служанка белых рук (англ. The Maid of the White Hands)
  - Леди моря (англ. The Lady of the Sea)

### Критические работы
- (1987) The Female Form: Women Writers and the Conquest of the Novel
- (1989) Женская история мира[англ.]
- Ben Jonson: His Life and Work
- Ben Jonson: His Craft and Art
- Women and Power
- (2021) Женская история современного мира[англ.]
- В соавторстве с Робиным Кроссом:
  - Hell Hath No Fury: True Stories of Women at War from Antiquity to Iraq
  - Warrior Women: 3000 Years of Courage and Heroism